# 楠元町 (薩摩川内市)
楠元町（くすもとちょう）は、鹿児島県薩摩川内市の町。旧薩摩国薩摩郡平佐郷楠元村、薩摩郡平佐村大字楠元、薩摩郡川内町大字楠元、薩摩郡川内町楠元町、川内市楠元町。郵便番号は895-0002。人口は187人、世帯数は98世帯（2020年10月1日現在）。

## 地理
薩摩川内市の中西部、川内川下流域に位置している。字域の西部に寺山北麓が広がっており、東部の馬立では柳葉石器が出土しており、古くよりこの地域に人類が居住していたことが分かる。字域の北方は東郷町斧渕、西方から南方にかけて中村町、西方は白浜町、天辰町がそれぞれ接している。
字域の中央部を南北に宮之城線廃止後に建設された市道が通り、それを迂回するように鹿児島県道335号市比野東郷線と鹿児島県道394号山崎川内線が重複している。県道335号は旧楠元駅前の交差点で東郷橋を渡り国道267号へ接続し、県道394号は宮之城線跡を通り、薩摩川内市街方面へ接続している。
1987年（昭和62年）に字域の中央部を南北に通っていた宮之城線が廃止となり、字域内にあった楠元駅は廃駅となった。

### 河川
- 川内川（一級河川）

## 歴史

### 楠元の成立と中世
楠元（楠本）という地名は古くは鎌倉時代より見え、薩摩国入来院のうちであった。建長2年の「入来院村々田地年貢等注文」には「くすもとひさくくち」という記述が見える。

### 近世の楠元
江戸時代には薩摩国薩摩郡樋脇郷（外城）のうちであった。ただし、延宝9年までは清敷郷と呼称されていた。万治2年以降樋脇郷は鹿児島藩直轄となるが、当村と久住村（現在の久住町）、中村（現在の中村町）は平佐郷を領していた北郷氏の持切名となり、明治2年に平佐郷に編入された。
村高は「天保郷帳」では685石余、「旧高旧領取調帳」では482石余であった。

### 町村制施行以後
1889年（明治22年）に町村制が施行されたのに伴い、平佐郷の区域より平佐村が成立し、江戸期の楠元村は平佐村の大字「楠元」となった。1929年（昭和4年）には平佐村が隈之城村、東水引村と合併し川内町が成立し、川内町の大字となった。
1940年（昭和15年）2月10日に鹿児島県公報に掲載され、同日に施行された「 薩摩郡川内町、町名改稱竝區域變更」（鹿児島県告示）により「薩摩郡川内町大字楠元ヲ廢止シ其ノ區域ヲ楠元町（クスモトチヨウト）改稱ス」が鹿児島県知事によって許可され、薩摩郡川内町大字楠元の区域を以て川内町の町「楠元町」が設置された。翌日の2月11日には薩摩郡川内町が単独で市制施行し川内市となった。
2004年（平成16年）10月12日に川内市、東郷町、入来町、祁答院町、樋脇町、下甑村、上甑村、鹿島村、里村が新設合併し薩摩川内市が設置された。この市町村合併に伴い設置された法定合併協議会において川内市の町・字については「現行通りとする。」と協定されたため、名称の変更は行われずに薩摩川内市の町となった。

## 人口
以下の表は国勢調査による小地域集計が開始された1995年以降の人口の推移である。
| 年                 | 人口 |
| ------------------ | ---- |
| 1995年（平成7年）  | 348  |
| 2000年（平成12年） | 323  |
| 2005年（平成17年） | 298  |
| 2010年（平成22年） | 271  |
| 2015年（平成27年） | 229  |
| 2020年（令和2年）  | 187  |

## 施設

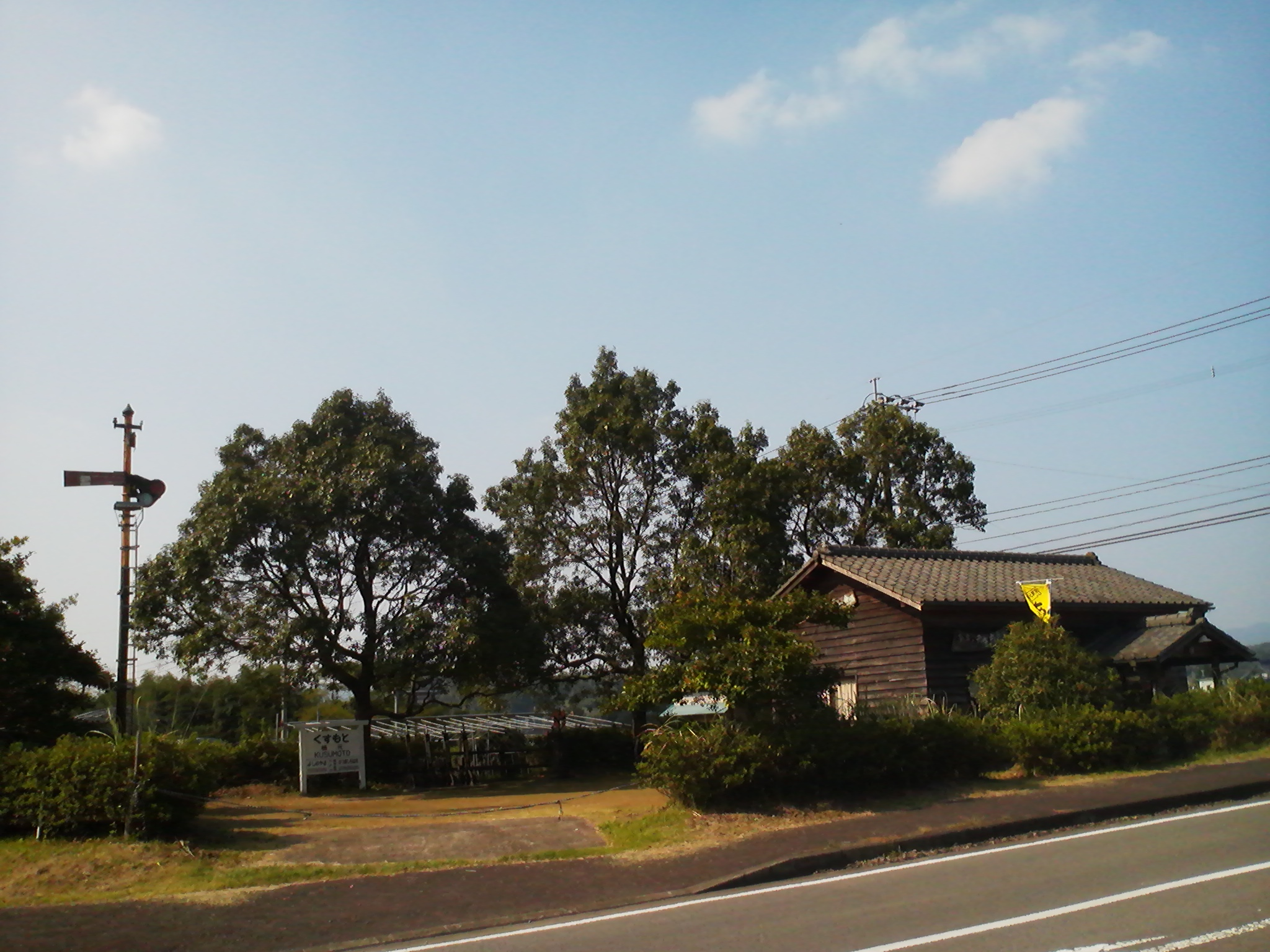
楠元駅鉄道記念館

### 公共
- 楠元駅鉄道記念館

## 小・中学校の学区
市立小・中学校の学区（校区）は以下の通りである。
| 町丁   | 番地 | 小学校                   | 中学校                     |
| ------ | ---- | ------------------------ | -------------------------- |
| 楠元町 | 全域 | 薩摩川内市立平佐東小学校 | 薩摩川内市立川内中央中学校 |

## 交通

### 道路
一般県道
- 鹿児島県道335号市比野東郷線
- 鹿児島県道394号山崎川内線

### 鉄道
字域内に楠元駅が所在していたが、1987年（昭和62年）に宮之城線が廃止された為、現在の最寄駅は川内駅である。